# Кулбір Баура
Кулбір Баура  (англ. Kulbir Bhaura, 15 жовтня 1955) — британський хокеїст на траві, олімпійський чемпіон.

## Виступи на Олімпіадах
| Олімпіада         | Дисципліна     | Місце |
| ----------------- | -------------- | ----- |
| Лос-Анджелес 1984 | хокей на траві | 3     |
| Сеул 1988         | хокей на траві | 1     |